# Fisión mitocondrial

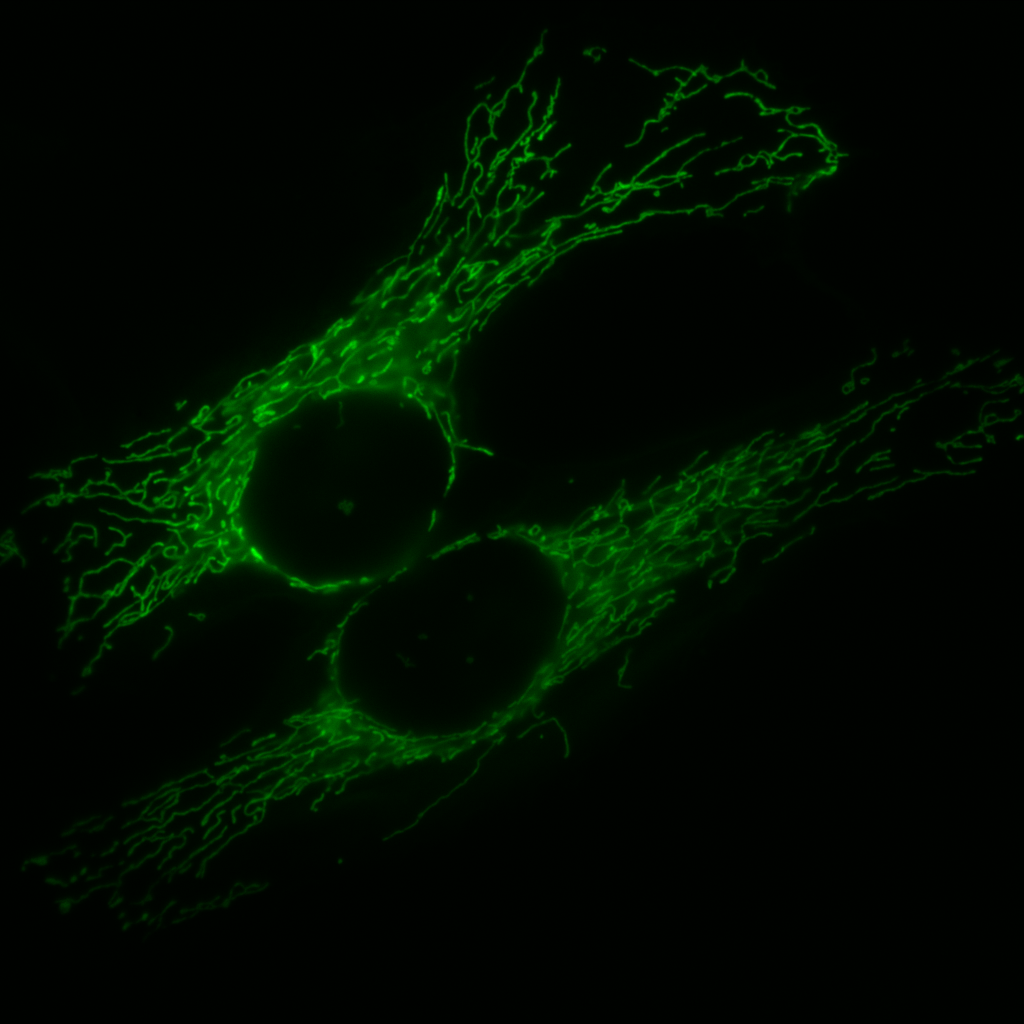
Red mitocondrial (verde) en dos células humanas (células HeLa)

La fisión mitocondrial es el proceso por el cual las mitocondrias se dividen o segregan en dos orgánulos mitocondriales separados. El proceso opuesto a la fisión mitocondrial se da en las mitocoondrias específicamente en la membrana mitocondrias interna,es el de fusión mitocondrial, mediante el cual dos mitocondrias separadas pueden fusionarse para formar una de mayor tamaño. La fusión mitocondrial, a su vez, puede dar como resultado redes mitocondriales alargadas. Tanto la fisión como la fusión mitocondrial se encuentran en equilibrio en la célula, y las mutaciones que interfieren con cualquiera de los procesos se asocian con diversas enfermedades. Las mitocondrias pueden dividirse por fisión binaria procariótica y, dado que requieren ADN mitocondrial para su función, la fisión se coordina con la replicación del ADN mitocondrial. Se han identificado varias de las proteínas que intervienen en la fisión mitocondrial y algunas de ellas están asociadas a enfermedades mitocondriales. La fisión mitocondrial tiene especial relevancia en la respuesta a estrés y la apoptosis.

## Mecanismo

### Localización de FtsZ
La proteína FtsZ (un homólogo de la tubulina eucariota), que se encuentra en muchas bacterias y algunas arqueas, es relevante en la fisión mitocondrial. Por otro lado, el sistema Min es el encargado de la localización y ensamblaje de las proteínas FtsZ formando un anillo, llamado anillo Z, alrededor del centro de la mitocondria. Algunas proteínas unidas a la membrana mitocondrial interna también ayudan a fijar el anillo Z. Este anillo Z se ancla al sitio de constricción donde tendrá lugar la división. El anillo Z actúa como un andamio para la deposición del tabique, proceso en el que participan las proteínas FtsW, FtsI y FtsN. La translocasa FtsK interviene alejando el mtDNA del sitio de constricción.

### Drp1
La proteína Drp1 es un miembro de la familia de las dinaminas de GTPasas grandes, transcrita a partir del gen DNM1L. Por medio de empalme alternativo del ARN mensajero, este gen da lugar a al menos diez isoformas de Drp1 para la regulación de la fisión específica de tejido. Drp1 está involucrado en la fisión de mitocondrias y peroxisomas. El monómero Drp1 plegado contiene cuatro regiones: cabeza, cuello, tallo y cola. El dominio de la cabeza es un dominio GTPasa G. El cuello está formado por tres elementos de señalización en haz (en inglés: Bundle signaling elements, BSE). El tronco, que forma el tallo de la proteína, consta de dos subunidades que participan en tres interacciones diferentes. Una de las interacciones permite que dos monómeros se asocien en dímeros, cuyo ensamblaje se realiza mediante interacciones hidrofóbicas en los tallos de cada Drp1. Otra interacción permite que dos dímeros se asocien en tetrámeros, y la tercera interacción permite que los tetrámeros se asocien en oligómeros de orden superior. Si bien Drp1 no está localizado en la membrana mitocondrial, puede asociarse con ella interaccionando con varias proteínas adaptadoras. En modelos de levadura (que son un modelo frecuente para estudiar la fisión mitocondrial), la proteína adaptadora Fis1, localizada en la membrana externa de la mitocondria, se asocia con Mdv1 y Caf4, que a su vez reclutan a Drp1. La proteína FIS1 de mamíferos no participa en la fisión, sino que está involucrada en la mitofagia. En células humanas existen cuatro proteínas adaptadoras para Drp1: FIS1, MiD49, MiD51 y MFF. Por el contrario, MIEF1, cuando se une a Drp1, podría prevenir la fisión mitocondrial y, por lo tanto, cambiar el equilibrio hacia la fusión de las mitocondrias. La regulación de Drp1 se produce a través de la fosforilación de sus residuos Ser616 y Ser637. La fosforilación de Ser616 promueve la actividad de Drp1 y, por lo tanto, la fisión, mientras que la fosforilación de Ser637 inhibe a Drp1. La calcineurina es capaz de desfosforilar el sitio Ser637, activado por el aumento de los niveles de iones de calcio.
La mitocondria forma un sitio de contacto con el retículo endoplásmico (RE), y el RE a su vez se asocia con las mitocondrias para formar sitios de preconstricción que son necesarios pero insuficientes para que tenga lugar la fisión mitocondrial. La proteína formina invertida 2 (INF2), una proteína localizada en el RE, junto con la proteína SPIRE1C, que se localiza en las mitocondrias, promueven la polimerización de la actina haciendo los haces de actina se crucen en diagonal entre sí y reclutan miosina II, que participa en localizar a Drp1 sobre las mitocondrias. Los haces de actina son reservorios de proteínas Drp1 y su polimerización ayuda a proporcionar de proteínas Drp1 para ensamblar en la mitocondria. La polimerización de actina también ayuda a desencadenar una entrada de iones de calcio desde el RE hacia las mitocondrias, lo que da como resultado la desfosforilación del residuo Ser637 en Drp1 y luego una escisión que fragmenta la membrana mitocondrial interna. Lo más común es que Drp1 forme anillos de 16 monómeros alrededor de la membrana mitocondrial, y esto a su vez constriñe la membrana. Varios anillos Drp1 de 16 unidades pueden ensamblarse y formar estructuras helicoidales que hacen que la membrana mitocondrial adquiera forma tubular. Los anillos cercanos de Drp1 presentan interacciones entre sus dominios G (o interacciones G-G). Las interacciones G-G reposicionan los sitios catalíticos para causar la hidrólisis de GTP, y la hidrólisis de GTP conduce a cambios conformacionales que ayudan aún más en la separación final en el sitio de constricción para producir dos mitocondrias separadas. El proceso exacto por el cual se lleva a cabo la separación final aún no se comprende completamente.

### Papel de otros orgánulos
Es necesario que el fosfatidilinositol 4-fosfato (PI(4)P) necesita estar presente en la membrana mitocondrial y es necesario para que la fisión ocurra. Un modo de entrega de PI(4)P a los sitios de contacto entre mitocondria y ER es desde el aparato de Golgi. Este contiene proteínas ARF1 localizadas en su membrana, que son capaces de reclutar quinasas que desencadenan la síntesis de PI(4)P. Luego, el PI(4)P llega a través de vesículas a los sitios de contacto entre mitocondria y ER. Los lisosomas también están a menudo involucrados en la fisión mitocondrial, pero no son necesarios que se dé. El contacto entre las mitocondrias y los lisosomas es posible porque la proteína lisosomal Rab7 puede asociarse con una proteína incrustada en la membrana mitocondrial externa llamada TBC1D15. Antes de que proceda la fisión, Rab7 se disociará de los lisosomas mediante la hidrólisis de GTP. También los contactos entre el RE y los lisosomas dependen de Rab7. Un subconjunto de estos contactos también está mediado por la proteína relacionada con la proteína de unión a oxisterol 1L (ORP1L). ORP1L se une con los lisosomas a través de Rab7 y también forma asociaciones con el RE a través de proteínas asociadas a VAMP (VAP). De esta manera se pueden producir un contacto con tres puntos de unión, los cuales serían las mitocondrias, el RE y los lisosomas. El RE recluta lisosomas solo después de que Drp1 ya ha sido reclutado (mientras que Drp1 en sí mismo se recluta después de que la preconstricción haya ocurrido). ORP1L también se requiere en la transferencia de PI(4)P de los lisosomas a las mitocondrias. Por lo tanto, el PI(4)P llega a la mitocondria desde el aparato de Golgi y los lisosomas, y es posible (aunque actualmente no se sabe) que los dos orgánulos proporcionen PI(4)P para diferentes propósitos durante la fisión o en diferentes pasos del proceso, o podrían contribuir aportando PI(4)P para procesos completamente distintos dentro de la fisión mitocondrial.

### División Periférica y de Zona Media
Hallazgos recientes sugieren que las mitocondrias se someten a dos mecanismos diferentes de fisión. En una red mitocondrial alargada, las mitocondrias son capaces de dividirse cerca del centro (en la zona media) o hacia uno de los dos extremos. La división de la zona media y la división periférica en las redes mitocondriales parece estar involucrada en dos actividades celulares diferentes. La biogénesis promueve la división de la zona media, cuando la célula está proliferando y se necesitan más mitocondrias. La división periférica da como resultado la eliminación de las unidades mitocondriales dañadas de la red formada en la periferia, siendo estas mitocondrias destinadas a la autofagia (o mitofagia), acabando finalmente en su destrucción. La división periférica parece estar precedida por concentraciones elevadas de especies reactivas de oxígeno y tanto potencial de membrana como pH reducidos. Estos dos tipos de fisión parecen estar regulados por diferentes mecanismos moleculares. La proteína adaptadora FIS1 parece ser la proteína adaptadora involucrada que recluta a Drp1 en la división periférica, mientras que el adaptador MFF parece ser la proteína adaptadora involucrada que recluta a Drp1 durante la división de la zona media. Por otro lado, MiD49 y MiD51 parecen estar involucrados en ambas formas de división. Además, los sitios de contacto lisosomal con las mitocondrias solo aparecen durante la división periférica.